# Região Geográfica Imediata de Laranjal do Jari

Localização da Região Imediata de Laranjal no Amapá.

A Região Geográfica Imediata de Laranjal do Jari é uma das 4 regiões imediatas do estado brasileiro do Amapá, uma das 2 regiões imediatas que compõem a Região Geográfica Intermediária de Macapá e uma das 509 regiões imediatas no Brasil, criadas pelo IBGE em 2017. É composta de 2 municípios: Laranjal do Jari e Vitória do Jari.